# Neuillé-Pont-Pierre
Neuillé-Pont-Pierre település Franciaországban, Indre-et-Loire megyében. Lakosainak száma 2238 fő (2022. január 1.). Neuillé-Pont-Pierre Neuvy-le-Roi, Rouziers-de-Touraine, Saint-Paterne-Racan, Semblançay, Sonzay és Beaumont-Louestault községekkel határos.

## Népesség
A település népességének változása:
| Lakosok száma | 1376 | 1466 | 1560 | 1930 | 1916 | 1968 | 2004 | 2098 | 2127 | 2238 |
|               | 1968 | 1982 | 1990 | 2006 | 2013 | 2015 | 2017 | 2019 | 2020 | 2022 |